# بيرانغو
بلدية بيرانغو (بالإسبانية: Berango)‏ هي بلدية تقع في مقاطعة بيسكاي, التي تقع في منطقة الباسك شمالي إسبانيا.

## أعلام
- ريكاردو أوكسوا

## وصلات خارجية
- (بالإسبانية)